# 大为镇
大为镇，是中华人民共和国四川省乐山市峨眉山市下辖的一个乡镇级行政单位。

## 行政区划
大为镇下辖以下地区：
大为村、射箭村、双桥村、楠香村、红花村、桃花村、林家村、双河村、群达村、中坪村、民主村、巨新村、金村、中山村、双峨村、泉水村和合龙村。